# مرگ و خاکسپاری جرج اچ. دابلیو. بوش
در ۳۰ نوامبر ۲۰۱۸، جرج اچ. دابلیو. بوش، چهل و یکمین رئیس‌جمهور ایالات متحده و چهل و سومین معاون رئیس‌جمهور ایالات متحده، بر اثر سندرم پارکینسون عروقی در خانه خود در هیوستون، تگزاس درگذشت. بوش اولین رئیس‌جمهور سابق ایالات متحده بود که پس از جرالد فورد در سال ۲۰۰۶ در ۱۲ سال گذشته درگذشت. بوش در سن ۹۴ سال و ۱۷۱ روز، طولانی‌ترین رئیس‌جمهور تاریخ ایالات متحده در زمان مرگش بود، رکوردی که از آن به بعد توسط جیمی کارتر پیشی گرفت.
اندکی پس از انتشار خبر مرگ بوش، رئیس‌جمهور دونالد ترامپ، یک روز عزای ملی اعلام کرد و دستور داد تمامی پرچم‌ها در سرتاسر ایالات متحده و سرزمین‌ها و دارایی‌های آن به مدت ۳۰ روز پس از مرگ او به نیمه برسد. مراسم تشییع جنازه بوش مراسم رسمی تشییع جنازه توسط دولت ایالات متحده بود که طی یک دوره چهار روزه از ۳ تا ۶ دسامبر ۲۰۱۸ برگزار شد. حدود دوازده رهبر جهان در این مراسم شرکت کردند.

## واکنش‌ها
من همچنین ۵ دسامبر ۲۰۱۸ را به عنوان روز عزای ملی در سراسر ایالات متحده تعیین می‌کنم. من از مردم آمریکا می‌خواهم که در آن روز در عبادتگاه‌های مربوطه خود گرد هم آیند و در آنجا به یاد و خاطره رئیس‌جمهور جورج اچ. بوش از مردم جهان که در غم ما شریک هستند دعوت می‌کنم در این مراسم باشکوه به ما بپیوندند. دونالد جی ترامپ، اعلامیه رئیس‌جمهور، ۱ دسامبر ۲۰۱۸
در ساعت ۱۲:۴۹ صبح روز ۱ دسامبر به وقت شرقی، دونالد ترامپ، رئیس‌جمهور آمریکا در توییتی نوشت که او و ملانیا ترامپ «قلب از دست دادن او می‌سوزد و ما، با تمام مردم آمریکا، دعاهای خود را برای تمام خانواده بوش می‌فرستیم». باراک اوباما، رئیس‌جمهور پیشین، گفت که «زندگی جورج اچ. دبلیو بوش گواهی بر این تصور است که خدمات عمومی یک فراخوان نجیب و شادی بخش است. و او در طول این سفر کارهای بسیار خوبی انجام داد.» رئیس‌جمهور سابق بیل کلینتون بیانیه ای ارسال کرد که «من و هیلاری برای درگذشت رئیس جمهور جورج اچ دبلیو بوش سوگواری می‌کنیم و از خدمت، عشق و دوستی طولانی او تشکر می‌کنیم. من برای همیشه از دوستی که ایجاد کردیم سپاسگزار خواهم بود. از لحظه ای که او را به عنوان فرماندار جوانی که به خانه اش در کنستراکپورت دعوت شده بود ملاقات کردم، من با مهربانی او در کنستراک پورت آشنا شدم. نجابت اصیل ذاتی، و با ارادت او به باربارا، فرزندانش، و فرزندان در حال رشد آنها.» جیمی کارتر، رئیس‌جمهور پیشین، روز شنبه در سوگ مرگ او ابراز تاسف کرد و گفت که دولت او «مطابق لطف، متانت، و وجدان اجتماعی» است. معاون سابق رئیس‌جمهور دان کویل که با بوش خدمت می‌کرد، گفت که «جهان برای از دست دادن یک آمریکایی بزرگ سوگوار است» و او اغلب به فرزندانش گفته بود که به بوش به عنوان یک الگو نگاه کنند. معاون رئیس‌جمهور سابق، ال گور، بیانیه ای صادر کرد و بوش را «مردی با صداقت» خواند. سیلوستر ترنر، شهردار هیوستون - جایی که بوش در زمان مرگش در آن زندگی می‌کرد - گفت که او به «هوستونی‌ها در سوگ مرگ جورج هربرت واکر بوش و ابراز تسلیت صمیمانه به فرزندانش و بقیه خانواده بوش» پیوست.

## نگارخانه

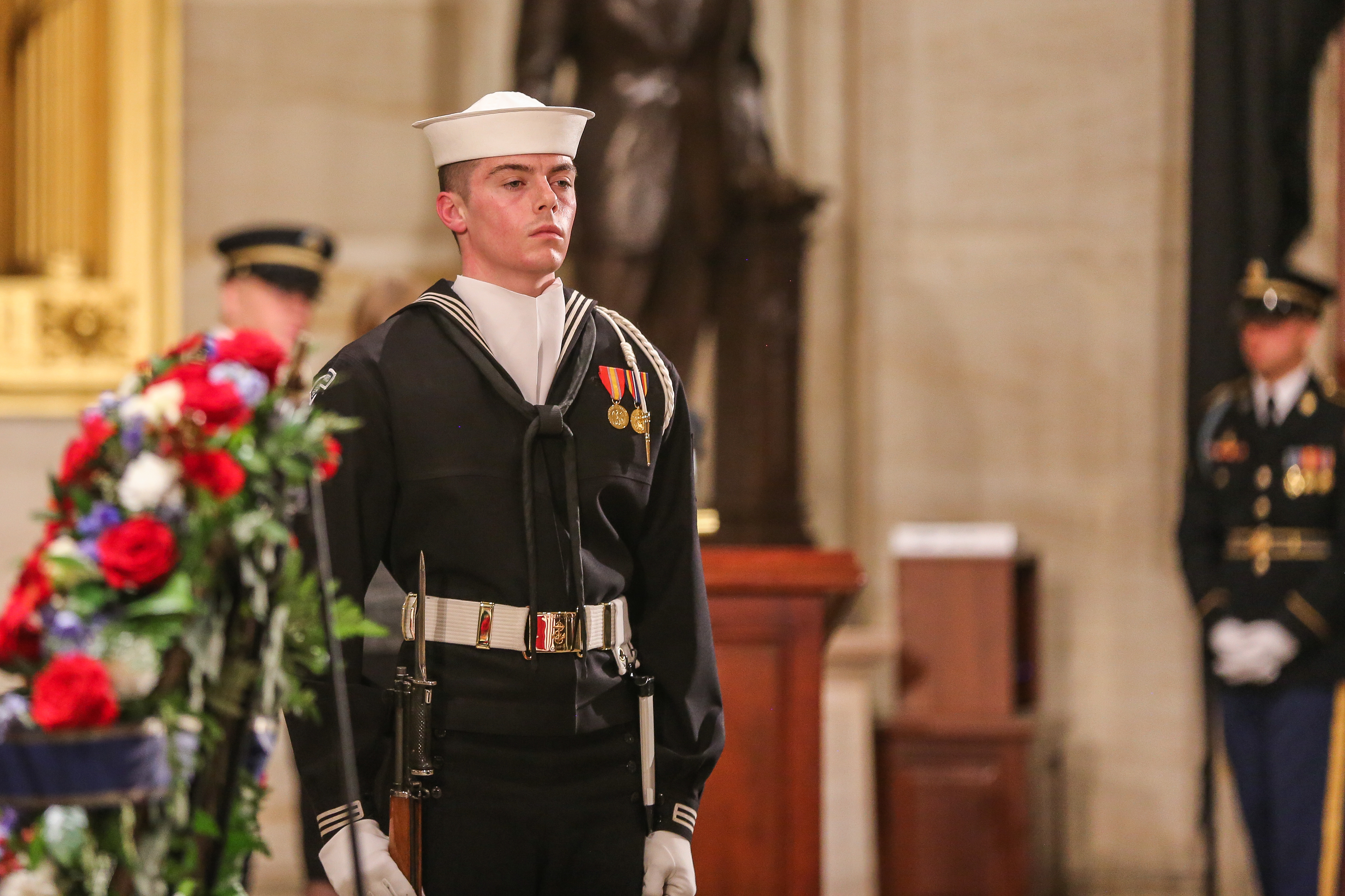

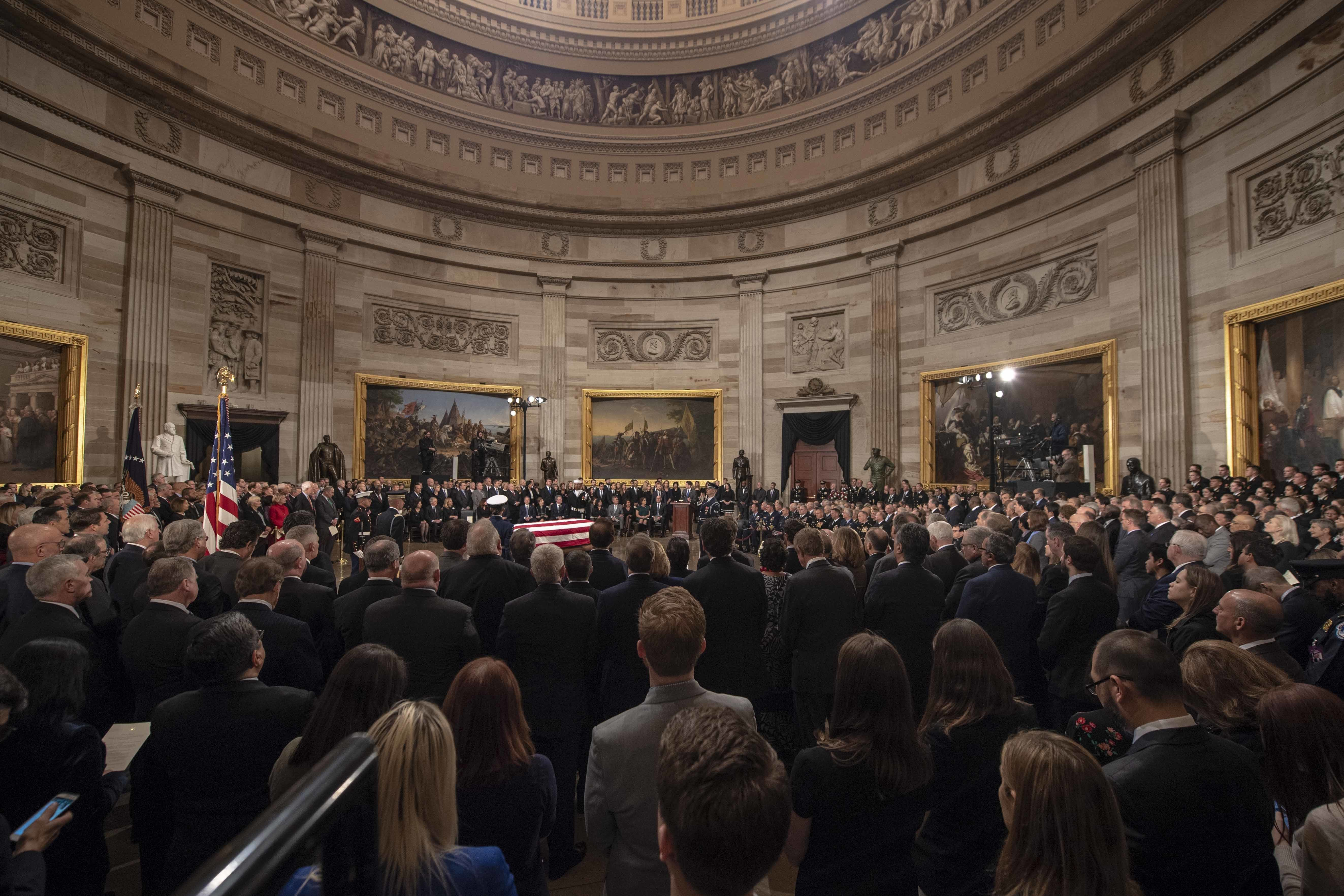

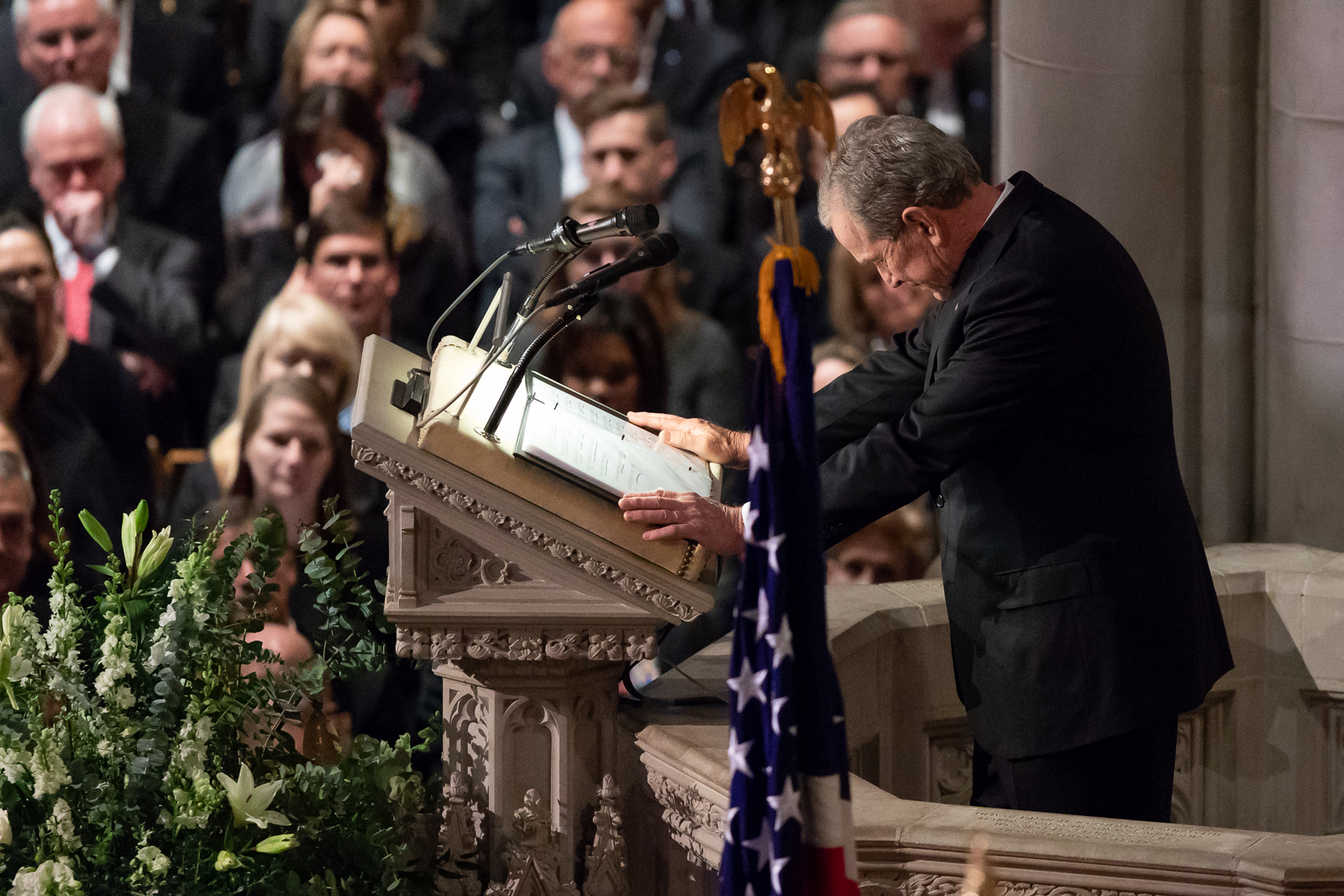

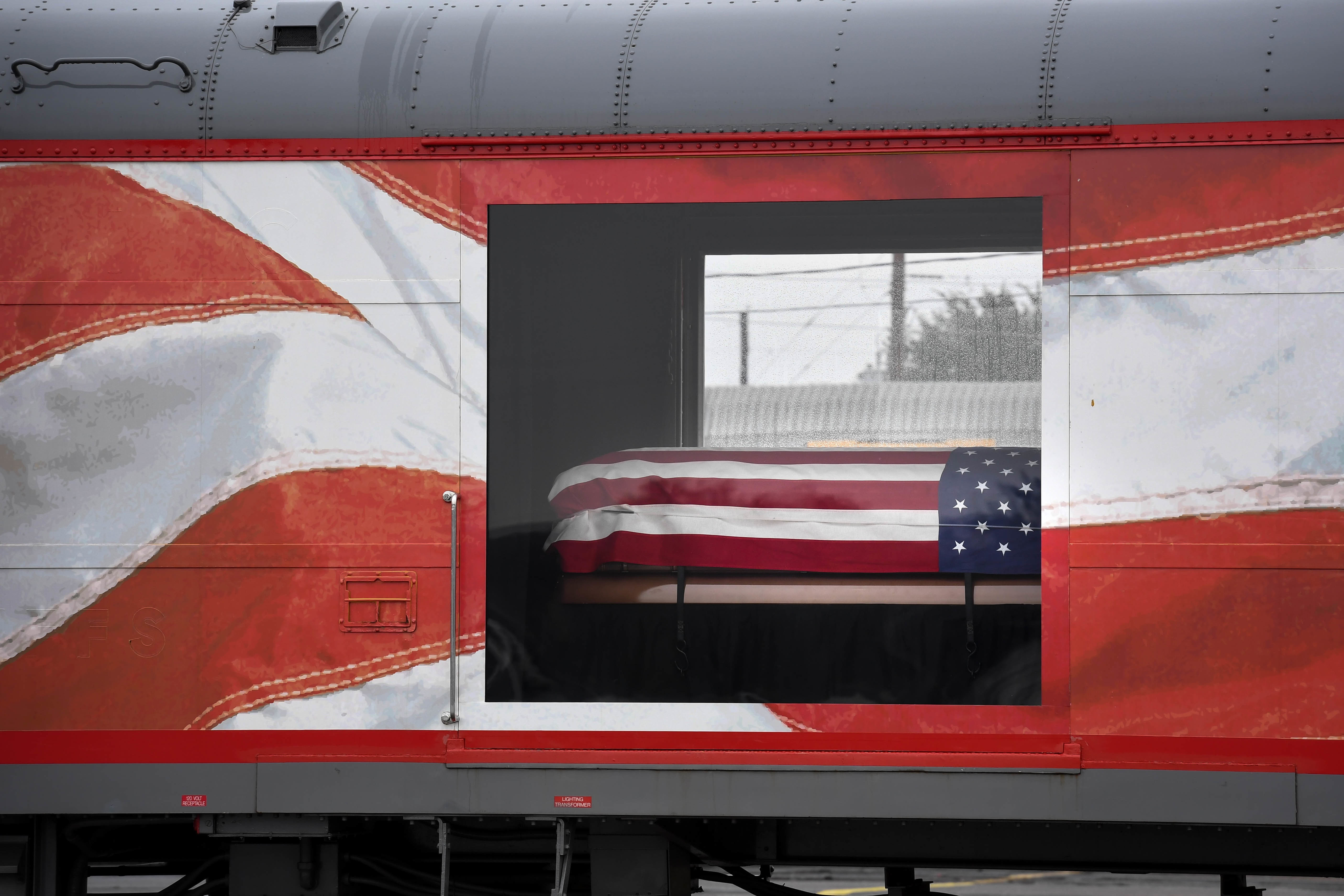